# Rio Itacolomi
O Rio Itacolomi é um rio brasileiro que banha o estado do Ceará.
Nasce na Chapada da Ibiapaba, no município de Viçosa do Ceará, e deságua no rio Coreaú na divisa entres os municípios de Granja e Uruoca.

## Etimologia
O nome do rio vem de origem Tupi a partir termos "Ita" (pedra) e "colomi" ou "colomy" (menino). Assim o nome do rio significa "Menino de pedra", provavelmente originário dos povos Tabajaras que habitaram a região por séculos.